# María Jesús Montero

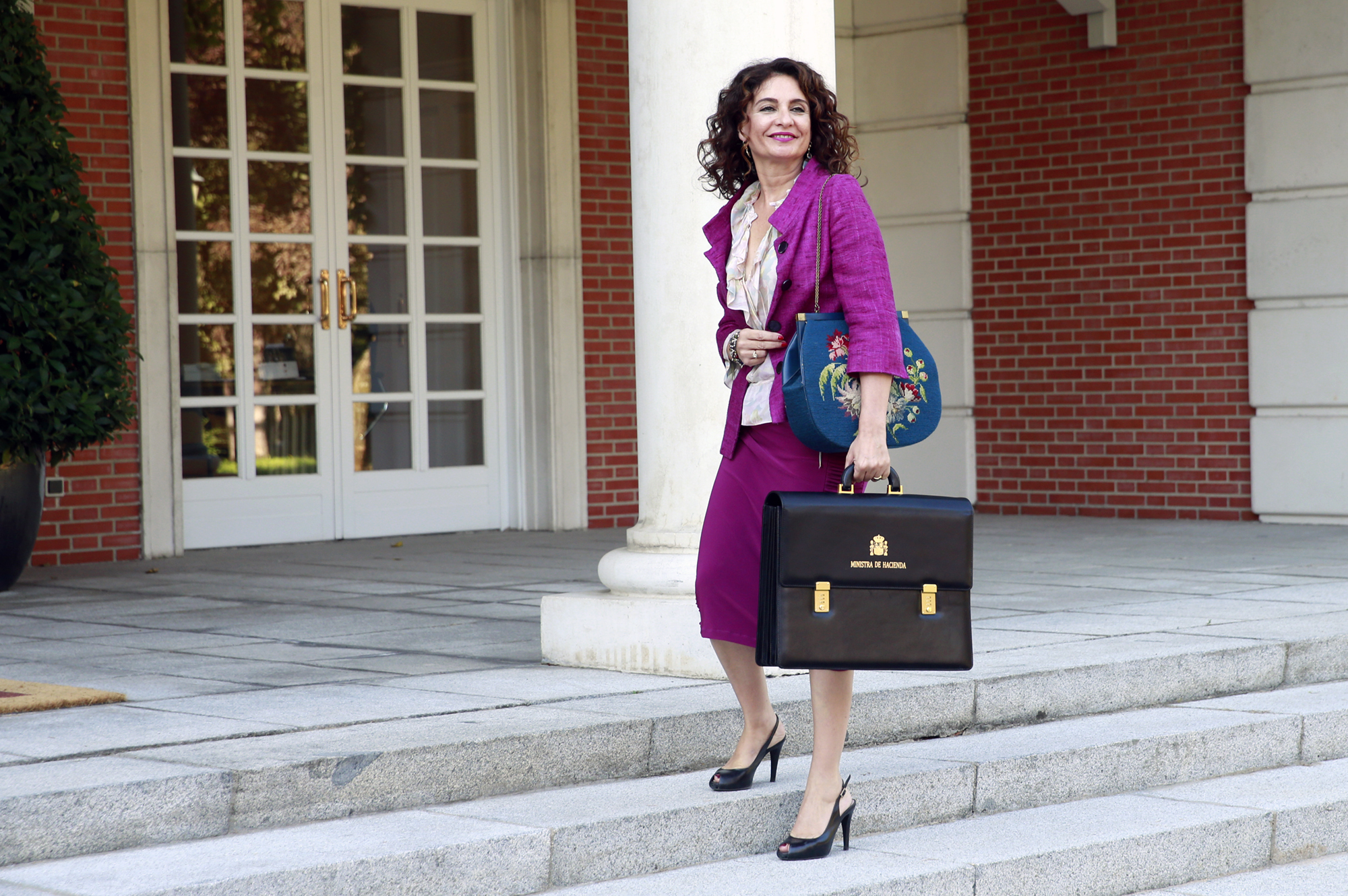
María Jesús Montero (2018)

María Jesús Montero Cuadrado (* 4. Februar 1966 in Sevilla) ist eine spanische Politikerin und Mitglied der PSOE. Sie ist seit Juni 2018 Finanzministerin des Königreichs Spanien im Kabinett Sánchez I und Kabinett Sánchez II. Seit Dezember 2023 ist sie zudem die erste stellvertretende Ministerpräsidentin Spaniens.

## Leben
Die Tochter eins Lehrerehepaares hat einen akademischen Abschluss in Medizin und Chirurgie der Universität Sevilla und einen akademischen Abschluss in Management der EADA Business School Barcelona. Neben verschiedenen Tätigkeiten im spanischen Gesundheitswesen ist sie auch noch Abgeordnete der Provinz Sevilla des Regionalparlaments von Andalusien.
Von 2002 an war sie stellvertretende, ab 2004 bis 2012 andalusische Gesundheitsministerin. Nach nur einem Jahr im Amt des Gesundheitsministers wechselte sie 2013 ins andalusische Finanzministerium. Diese Position hatte sie bis ins Jahr 2018 inne. Am 7. Juni 2018 wurde sie auf nationaler Ebene Finanzministerin der spanischen Regierung. Vom 13. Januar 2020 bis zum 12. Juni 2021 war sie außerdem Regierungssprecherin, seit dem 12. Juni 2021 wurde die Verantwortung für den öffentlichen Dienst den Aufgaben des Ministeriums hinzugefügt.
Montero ist verheiratete Mutter von zwei Söhnen.